# Luis Monti
Luis Fernando Monti lub (we Włoszech) Luisito Monti (ur. 15 maja 1901 w Buenos Aires, zm. 9 września 1983 w Escobar) – argentyński piłkarz, pomocnik. Reprezentant dwóch krajów: Argentyny i Włoch. Jeden z zaledwie kilku piłkarzy, którzy w turniejach finałowych MŚ bronili barw dwóch krajów. Jedyny zawodnik który zdobył medale MŚ z dwiema różnymi reprezentacjami (2. miejsce w 1930 roku z Argentyną, 1. miejsce w 1934 roku z Włochami).
Monti był znany z niezwykle skutecznego stylu gry. W ówczesnym systemie taktycznym pełnił rolę środkowego pomocnika, odpowiedzialnego nie tylko za konstruowanie akcji swego zespołu, ale także za utrudnianie życia przeciwnikowi. Ze swych zadań wywiązywał się w sposób bezwzględny, zazwyczaj grał na pograniczu faulu, jednak niemal w każdym meczu potrafił zdominować środek pola. Znany był pod przydomkiem Doble ancho.
Zawodową karierę zaczynał w Huracán, w Argentynie grał także w Boca Juniors i San Lorenzo. W reprezentacji debiutował w 1924, jednak dopiero w 1927 stał się jej podstawowym zawodnikiem. W tym samym roku Argentyna wygrała turniej Copa América, a w 1928 Monti wraz z drużyną zdobył srebrny medal olimpijski – pierwszy mecz finałowy z Urugwajem zakończył się remisem 1:1, w powtórce Argentyna przegrała 1:2.
Dwa lata później w Urugwaju rozgrywane były pierwsze mistrzostwa świata. W finale zmierzyły się ponownie Urugwaj z Argentyną i Argentyńczycy znowu musieli uznać wyższość sąsiadów z drugiej strony La Platy – tym razem przegrali 2:4. W 1931 Monti zagrał ostatni raz w reprezentacji Argentyny i wyjechał do Włoch, gdzie podpisał kontrakt z Juventusem. Z klubem tym zdobył 4 tytuły mistrza kraju, a w 1932 zadebiutował (jako tzw. oriundi) w drużynie Italii. Z włoskim zespołem w 1934 zdobył tytuł mistrza świata.

## Dorobek reprezentacyjny
- Reprezentacja Argentyny – 16 spotkań, 5 goli (1924 – 1931)
- Reprezentacja Włoch – 18 spotkań, 1 gol (1932 – 1936)